# Alemania en los Juegos Olímpicos de Atenas 1896
Alemania estuvo representada en los Juegos Olímpicos de Atenas 1896 por un total de 19 deportistas que compitieron en 6 deportes.  

## Medallistas
El equipo olímpico alemán obtuvo las siguientes medallas:
| Nombre | Deporte            | Competición           |
| --- | ------------------ | --------------------- |
| Oro |                    |                       |
| Hermann Weingärtner | Gimnasia           | Barra fija M          |
| Alfred Flatow | Gimnasia           | Paralelas M           |
| Carl Schuhmann | Gimnasia           | Salto de potro M      |
| Conrad Böcker Alfred Flatow Gustav Flatow Georg Hillmar Fritz Hofmann Fritz Manteuffel Karl Neukirch Richard Röstel Gustav Schuft Carl Schuhmann Hermann Weingärtner | Gimnasia           | Barra fija por eqs. M |
| Conrad Böcker Alfred Flatow Gustav Flatow Georg Hillmar Fritz Hofmann Fritz Manteuffel Karl Neukirch Richard Röstel Gustav Schuft Carl Schuhmann Hermann Weingärtner | Gimnasia           | Paralelas por eqs. M  |
| Carl Schuhmann | Lucha grecorromana | Categoría única M     |
| Plata |                    |                       |
| Fritz Hofmann | Atletismo          | 100 m M               |
| August von Gödrich | Ciclismo en ruta   | Ruta M                |
| Hermann Weingärtner | Gimnasia           | Caballo con arcos M   |
| Hermann Weingärtner | Gimnasia           | Anillas M             |
| Alfred Flatow | Gimnasia           | Barra fija M          |
| Bronce |                    |                       |
| Hermann Weingärtner | Gimnasia           | Salto de potro M      |
| Fritz Hofmann | Gimnasia           | Escalada con cuerda M |